# 乾正人
乾 正人（いぬい まさと、1962年 - ）は、日本のジャーナリスト、コラムニスト。
元産経新聞論説委員長。元東京本社執行役員編集局長。

## 来歴
1962年、兵庫県神戸市生まれ。甲陽学院高等学校卒業、筑波大学比較文化学類卒業、1986年4月、産経新聞社入社。新潟支局、整理部、政治部などを経て政治部長。2011年4月付けにて、編集長。論説委員兼務を経て2015年6月付にて編集局長、2018年6月から2022年6月まで論説委員長。

## 人物
人間には「経験を重ね、大人になってから成長する」タイプと「ぬくぬく育った小学生くらいがピーク」のタイプの2者に分かれるとし、自身を「後者の部類」に分類。小学6年生のとき、作家内田百閒の紀行文シリーズの１作目「特別阿房列車」を読んだが、それ以降「魂を揺さぶられるような作品に出会っていない」といい、大江健三郎や村上春樹の作品も読破したものの、「百閒先生に比べれば、『まあまあ、うまいんだけどねえ』というレベルにしか感じなかった」という。
静岡空港や神戸空港建設について、「名古屋も大阪も二時間以内、今すぐ必要なのか」とか「高速船で二十五分の距離に関西国際空港」と疑問を呈し、「国会議員は憲法四三条で全国民を代表すると規定。地域エゴに走るとすれば、国民にとってこれほど不幸なことはない」と述べている。

## 著書
- 『官邸コロナ敗戦　親中政治家が国を滅ぼす』 - (ビジネス社、2020年)
- 『令和阿房列車で行こう』 - (飛鳥新社、2023年8月30日)

### 共著
- 『ジャーナリズムの情理－新聞人・青木彰の遺産』 - 産経新聞OBで筑波大学教授の青木彰に学んだ「青木塾」門下生による共著。天野勝文（毎日新聞OB）と山本泰夫（産経新聞OB）を中心に、乾や井口文彦（産経新聞編集局長）ら多数のジャーナリストが執筆（産経新聞出版、2005年）
- 『日中の壁』 - 日中国交正常化40年にあわせ、田原総一朗や富坂聰、田勢康弘（日経新聞OB）、加藤千洋（朝日新聞OB）、藤野彰（読売新聞OB）ら政治・中国問題に詳しいジャーナリストとの共著（築地書館、2012年）

## 出演番組

### テレビ
- 報道ランナー - 関西テレビ（カンテレ）（フジテレビ系）で平日夕方に放送のニュース・情報ワイド番組（関西ローカル）[10]

### ラジオ
いずれもニッポン放送
- 上柳昌彦のお早うGoodDay!
- 高嶋ひでたけのあさラジ!
- ザ・フォーカス